# 578-as főút (Magyarország)
Az 578-as számú főút Pécs keleti elkerülője, a 6-os főutat köti össze az M60-as autópályával. A főút hossza 8,846 km.

## Fekvése
A főút kezdete Újhegytől északra helyezkedik el. Innen délre haladva, Üszögpusztát érintve éri el az M60-as autópálya kozármislenyi csomópontját.

## Története
A HU-GO 2013. július 1-jei bevezetésével a korábbi 5618-as pécsi keleti-érintő összekötő út és az 5721-es közút M60-as autópálya Pécs keleti csomópontjához épült, Kozármislenyt nyugatról elkerülő út összevonásával jött létre és kapta meg ezt a háromjegyű útszámot.